# Castellà canari
La parla canària és la manera de parlar el castellà a les Illes Canàries. L'espanyol parlat a les Canàries és molt semblant a l'espanyol parlat a Cuba, Puerto Rico, Veneçuela i República Dominicana. Algunes teories la defineixen com una fusió entre la llengua portuguesa i l'espanyol, cada vegada menys notòria pel fet que progressivament es van assimilant més termes del castellà que substitueixen els lusitans.

## Origen
La incorporació de les Illes Canàries a la Corona de Castella va començar el segle xv, amb Enric III, i va acabar amb els Reis Catòlics. Les expedicions per a la seua conquesta van partir, principalment, de ports d'Andalusia, per la qual cosa entre els colons i conquistadors predominaven els andalusos. També hi hagué un important contingent colonitzador procedent de Portugal, que en algunes zones arribà a ser bastant superior a l'andalús i al de la resta d'Espanya. En el nord de l'Illa de La Palma probablement encara es parlava portunyol a inicis del segle xx.
La població que habitava les illes abans de la conquesta, genèricament (i incorrectament) coneguts com els guanches, parlava una sèrie de dialectes amazics, de tal manera que alguns filòlegs han aplicat el terme "amazic insular" per a fer referència a aquestes llengües.
Després de la Conquesta té lloc un procés d'aculturació i substitució lingüística molt fort, i aquestes llengües acaben desapareixent quasi per complet de l'arxipèlag, sobrevivint únicament alguns noms de plantes i animals, termes relacionats amb la ramaderia, i nombrosos topònims i antropònims.

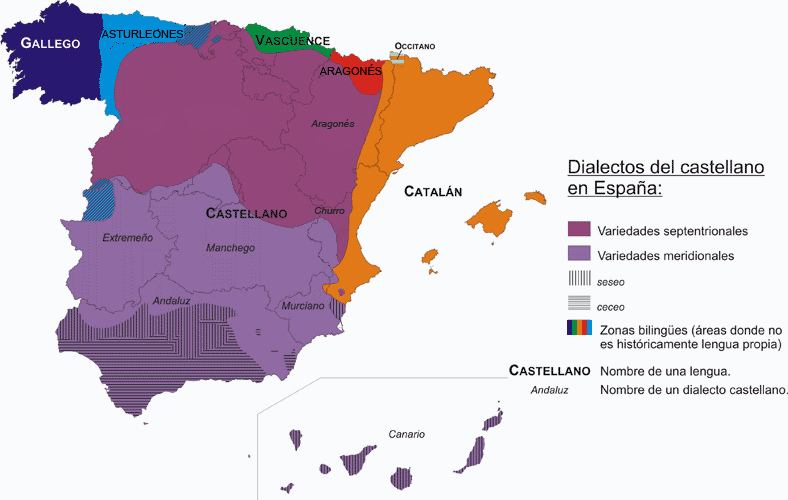
Llengües i dialectes parlats a l'estat espanyol

A causa de la seua situació geogràfica, les Illes Canàries han influït decisivament en la formació d'altres varietats d'espanyol. És important recordar la influència canària en el desenvolupament de l'espanyol caribeny parlat a Cuba, Puerto Rico, Veneçuela i República Dominicana a causa dels milers de canaris que van emigrar a eixos territoris durant l'època colonial. A l'Estat de Louisiana, Estats Units, es concentra una colònia de descendents d'emigrants canaris, isleños, que segueixen mantenint el dialecte canari com llengua vernacla.